# JRockit
JRockit — проприетарная виртуальная машина Java корпорации Oracle. С мая 2011 года бесплатна для внутреннего коммерческого использования организациями (ранее была бесплатна только для разработки, тестирования и прототипирования).
Реализация большинства классов JRE (файлы .class), распространяемых вместе с JRockit, взята без изменений из виртуальной машины HotSpot. Собственная реализация предоставляется для небольшого количества классов, тесно связанных с виртуальной машиной, сохраняя таким образом совместимость на уровне API. Классы с собственной реализацией содержатся в следующих пакетах:
- java.lang
- java.io
- java.net
- java.util

После завершения приобретения Sun Microsystems, Oracle заявила 27 января 2010 года в вебкасте, посвящённом стратегии развития Java, что лучшие черты JRockit будут реализованы в 7 версии JVM.

## История
JRockit первоначально разрабатывалась компанией Appeal Virtual Machines, впоследствии приобретённой компанией BEA Systems в 2002 году.
В 2008 году компания BEA Systems была поглощена корпорацией Oracle и JRockit стала частью Oracle Fusion Middleware.

## Поддерживаемые процессорные архитектуры
- Intel x86
- Intel x86-64
- Intel Itanium
- Sun/SPARC

## JRockit Mission Control и JRockit Realtime
Начиная с JRockit 5.0 R26 совместно с JRockit поставляется набор утилит под названием JRockit Mission Control. Он включает в себя:
- интерактивную консоль управления — Management Console, которая позволяет визуализировать сборку мусора и другие статистические данные о производительности системы;
- инструмент профилирования времени выполнения — Runtime Analyzer;
- утилиту для мониторинга утечек памяти — Memory Leak Detector.

Начиная с версии R27.3 в набор утилит добавлен анализатор задержек отклика (Latency analyzer), который позволяет графически визуализировать задержки связанные с синхронизацией, файловым и сетевым вводом-выводом, выделением дополнительной памяти и работой сборщика мусора.
Для приложений, требующих гарантированного времени отклика, выпускается особая версия виртуальной Java-машины — JRockit Realtime.
Инструментарий JRockit Mission Control и JRockit Realtime после вывода JRockit на бесплатную основу остались платными для коммерческого использования.